# مارک منچاکا
مارک منچاکا (به انگلیسی: Marc Menchaca) (زادهٔ ۱۰ اکتبر ۱۹۷۵) یک بازیگر آمریکایی است. او در سریال‌های تلویزیونی اوزارک (مجموعه تلویزیونی) ۲۰۱۸، گناهکار (مجموعه تلویزیونی)، لیست پرواز، ساعت غروب، بیگانه (مینی‌سریال) نقش‌آفرینی کرده‌است.